# International Association for Cryptologic Research
L’IACR (sigle en anglais : International Association for Cryptologic Research) est une association à but non lucratif se consacrant à la recherche dans le domaine de la cryptologie. Elle organise des conférences et publie le Journal of Cryptology dont la première édition remonte à 1988.

## Manifestations
L’IACR organise chaque année trois conférences généralistes et quatre conférences traitant de sujets plus spécifiques chaque année, aussi bien en cryptographie symétrique qu’en cryptographie asymétrique. Il s’agit de:
- Crypto ;
- Eurocrypt ;
- Asiacrypt ;
- Fast Software Encryption (FSE)[2]. Une conférence qui traite de cryptographie symétrique ;
- Public Key Cryptography (PKC). Une conférence qui traite de cryptographie asymétrique ;
- Cryptographic Hardware and Embedded Systems (CHES). Une conférence qui traite de la cryptanalyse par canal auxiliaire, et la cryptographie pour les systèmes embarqués ;
- Theory of Computing (TCC). Une conférence qui vise à couvrir les domaines de la cryptographie théorique.

## Membres émérites
L'IACR nomme certains de ses membres au rang de fellows si ceux-ci ont grandement contribué à la cryptologie. Parmi les chercheurs récompensés, on trouve :
- Tom Berson
- Dan Boneh
- David Chaum
- Don Coppersmith
- Whitfield Diffie
- Antoine Joux
- Ronald Rivest
- Adi Shamir
- Jacques Stern